# دکلان رود
دکلان رود (انگلیسی: Declan Rudd؛ زادهٔ ۱۶ ژانویهٔ ۱۹۹۱) یک بازیکن فوتبال اهل بریتانیا است.